# ليلى الصلح حمادة
ليلى الصلح حماده وزيرة لبنانية سابقة. ابنة رئيس الحكومة اللبنانية الراحل رياض الصلح وزوجته السورية فايزة الجابري، كما انها أرملة الوزير الراحل ماجد حمادة نجل رئيس مجلس النواب الراحل صبري حمادة.
عُينت وزيرة للصناعة في لبنان خلفا للوزير السابق إلياس سكاف، في حكومة الرئيس عمر كرامي الثانية في عهد الرئيس إميل لحود في 26 تشرين الأول 2004 وحتى 19 نيسان 2005. سلّمت الوزارة للوزير السابق بسام يمين. وكانت أول سيدة لبنانية تتولى الوزارة إلى جانب الوزيرة السابقة وفاء الضيقة حمزة التي عُيّنت وزيرة دولة لشؤون مجلس النواب في الحكومة نفسها.
ليلى الصلح حمادة هي نائب رئيس مؤسسة الوليد بن طلال الإنسانية، وهي خالة الأمير الوليد.